# Henan
Henan (xinès: 河南; Pinyin: Hénán; Wade-Giles: Ho-nan) és una província de la República Popular de la Xina, situada a la part central del país. La seva abreviatura és 豫 (pinyin: yù), dita abans Yuzhou (豫州 Yù Zhōu), durant la dinastia Han. El nom Henan vol dir 'sud del riu Groc' (Huang He).
Amb vora 100 milions d'habitants (99,3 milions el 2020), Henan és una de les províncies més poblades de la Xina. Limita al nord amb Hebei, al nord-est amb Shandong, al sud-est amb Anhui, al sud amb Hubei, a l'oest amb Shaanxi i al nord-oest amb Shanxi.
Henan sovint és dita Zhongyuan (中原 Zhōngyuán) o Zhongzhou (中州 zhōngzhōu), literalment 'planures centrals' o 'terra mitjana'; se la considera com a font de la civilització xinesa tradicional.

## Divisió administrativa
Henan es divideix en 17 prefectures:
- Zhengzhou (xinès simplificat: 郑州市; Hanyu pinyin: Zhèngzhōu Shì)
- Sanmenxia (三门峡市 Sānménxiá Shì)
- Luoyang (洛阳市 Luòyáng Shì)
- Jiaozuo (焦作市 Jiāozuò Shì)
- Xinxiang (新乡市 Xīnxiāng Shì)
- Hebi (鹤壁市 Hèbì Shì)
- Anyang (安阳市 Ānyáng Shì)
- Puyang (濮阳市 Púyáng Shì)
- Kaifeng (开封市 Kāifēng Shì)
- Shangqiu (商丘市 Shāngqiū Shì)
- Xuchang (许昌市 Xǔchāng Shì)
- Luohe (漯河市 Luòhé Shì)
- Pingdingshan (平顶山市 Píngdǐngshān Shì)
- Nanyang (南阳市 Nányáng Shì)
- Xinyang (信阳市 Xìnyáng Shì)
- Zhoukou (周口市 Zhōukǒu Shì)
- Zhumadian (驻马店市 Zhùmǎdiàn Shì)

Una d'aquestes és governada directament pel govern central: 
- Jiyuan (济源市 Jǐyuán Shì).

## Història
El nord de Henan, al costat del riu Groc, ha estat el nucli de la Xina antiga durant, almenys, la meitat de la seva història. Les ciutats de Luoyang i Kaifeng han estat successivament les capitals d'una llarga llista de dinasties. Diversos emplaçaments arqueològics revelen que, en aquesta zona, van estar actives diferents cultures prehistòriques, com la Yangshao i la Longshan. La cultura Erlitou, identificada amb la dinastia Xia, és la primera de la qual es tenen registres en la història xinesa, és controvertida, també va estar centrada en Henan. Yin, l'última capital de la dinastia Shang, va estar en l'actual Anyang. Aquesta dinastia fou derrotada per la Zhou, arribada des de l'oest, en el segle xi aC, que va establir la capital inicialment a Hao (prop de l'actual Xi'an, a Shaanxi). El 722 aC, la capital va ser traslladada a Luoyang, començant així la dinastia Zhou oriental, un període de guerres i rivalitats. L'actual Henan es va dividir en diversos estats, com ara Chen, Cai, Cao, Zheng, Wei i el poderós estat de Jin, al nord. Aquests estats van ser substituïts més tard pels de Han i Wei. Durant tot aquest període, l'estat de Chu, conservà gran part del que actualment és el sud de Henan.
El 221 aC, l'estat de Qin va unificar Xina. El va succeir la dinastia Han el 206 AC, la capital de la qual inicialment va estar a Chang'an (actual Xi'an, a Shaanxi), però posteriorment, durant la dinastia Han oriental, va ser traslladada a Luoyang. En finalitzar aquesta dinastia, van tornar a sorgir les rivalitats entre els senyors de la guerra regionals. Un d'ells, Cao Cao, es va establir a Xuchang i va aconseguir reunificar el nord de la Xina sota el Regne de Wei, i establí la capital a Luoyang, on va romandre durant la següent dinastia Jin.

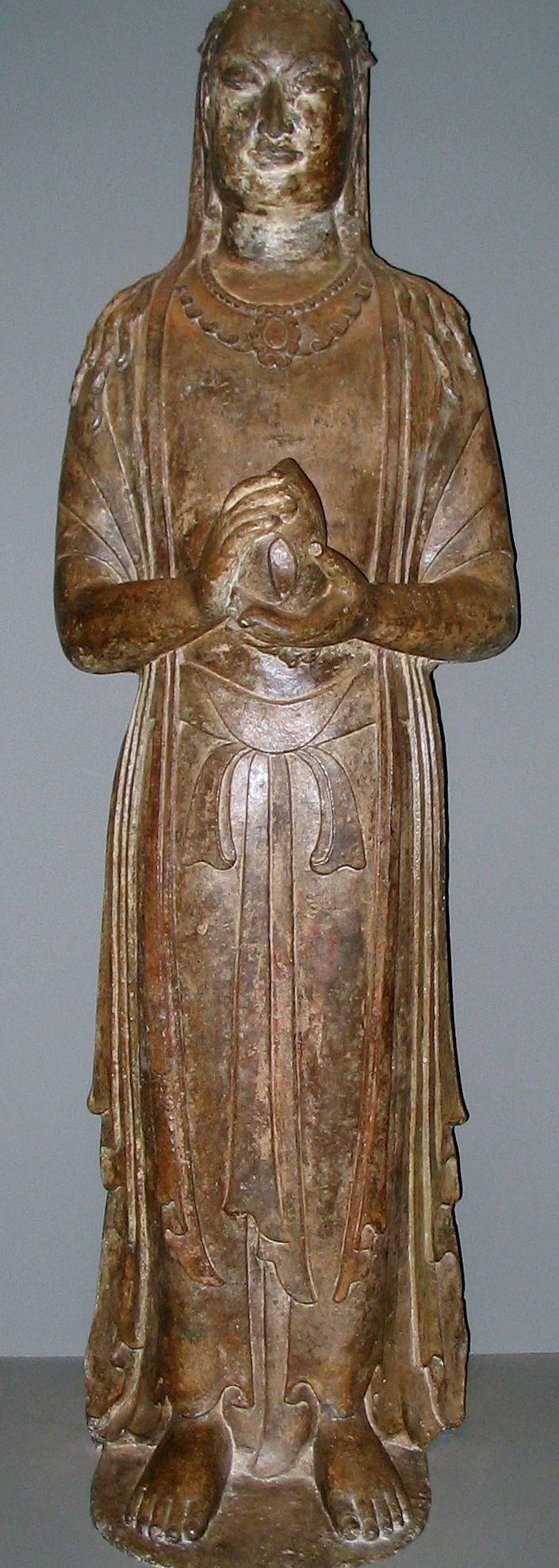
Estàtua d'un bodhisattva, feta a Henan pel 570, durant la dinastia Qi septentrional

En el segle iv, els pobles nòmades del nord van envair Xina. Henan va caure llavors sota el control de successius règims: els Zhao Posteriors, els Yan Anteriors, els Qin Anteriors, els Yan Posteriors i els Qin Posteriors. La dinastia Wei septentrional, que va unificar el nord de la Xina el 439, va traslladar la capital a Luoyang el 493. Posteriorment, desapareixeria el 534 i no seria restaurada fins al 589, quan la dinastia Sui reunificà la Xina un cop més. El costós intent de l'emperador Yang de tornar a traslladar la capital a Luoyang va contribuir a la caiguda de la dinastia Sui, i donà pas a la dinastia Tang, que va mantenir la capital a Chang'an. La dinastia va durar tres segles fins que va sucumbir per disputes internes. Durant el període de les Cinc Dinasties i els Deu Regnes, Kaifeng va ser la capital de quatre dinasties: la Liang Posterior, la Jin Posterior, la Han Posterior i la Zhou Posterior. La dinastia Song, que reunificà Xina el 982, també va tenir la seva capital a Kaifeng. Sota el seu govern, Xina va entrar en una edat d'or quant a la cultura i la prosperitat i Kaifeng va ser una de les majors ciutats del món. No obstant això, el 1127, la dinastia Song va sucumbir enfront de la dinastia Jurchen Jin i el 1142 va cedir tot el nord de la Xina, incloent-hi Henan. En aquest punt, la regió del delta del riu Yangtze s'havia convertit en el nou centre de la Xina gràcies al seu desenvolupament cultural i econòmic, arrabassant-li ja per a sempre el lloc a Henan.
Els Jurchen van mantenir la seva capital més al nord, almenys fins al 1214, quan van ser obligats a moure la cort imperial cap al sud, a Kaifeng, per a fugir de les invasions dels mongols que, en unió amb les forces de la dinastia Song, els van vèncer el 1234. El 1279, els mongols havien conquistat tota Xina. El control mongol sobre Xina va acabar el 1368. La posterior dinastia Ming va fixar les fronteres de Henan, gairebé coincidents amb les de l'actual província, encara que la capital encara estava a Kaifeng i no en l'actual Zhengzhou. Ni durant la dinastia Qing (1644-1911), ni durant el període de la República Popular de la Xina (1911-1949), va haver-hi canvis significatius en aquest aspecte. La finalització de la línia de ferrocarril Pinghan (Pequín-Hankou) va convertir la ciutat de Zhengzhou en un important nus de transports, per la qual cosa, el 1954, la nova República Popular de la Xina va traslladar allí la capital des de Kaifeng. També va establir una nova i efímera província, Pingyuan, que abastava el nord de Henan i l'oest de Shandong, amb capital a Xinxiang, i que seria abolida el 1952.
El 1958, Yashan, en el districte de Suiping, va esdevenir la primera comuna popular de la Xina i anuncià el començament del Gran Salt Endavant. Durant les fams de començaments dels anys seixanta, atribuïdes a aquest projecte socioeconòmic, Henan va sofrir terribles conseqüències, amb diversos milions de morts. El 1975, l'enfonsament, entre d'altres, de la presa de Banqiao, al sud de Henan, a causa de les altíssimes precipitacions causades pel tifó Nina, va causar la mort d'un nombre aproximat de 230.000 persones.

## Geografia

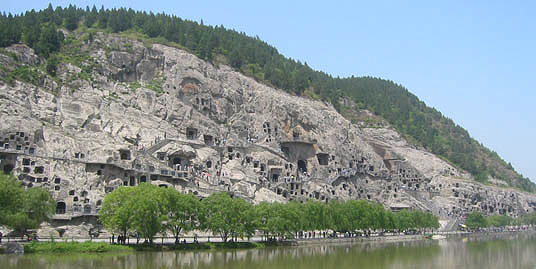
Grutes de Longmen (muntanya Longmen), Luoyang, Henan

La meitat oriental de Henan és plana, ja que forma part de la Gran Plana Xinesa. L'oest i el sud en són muntanyencs. Al nord-oest estan les muntanyes Taihang i a l'oest les muntanyes Qinling. A l'extrem més meridional, les muntanyes Dabie la separen de la veïna Hubei. El riu Groc travessa el nord de Henan. Entra pel nord-oest, per l'embassament de Sanmenxia. Després de passar per Luoyang, per efecte de la sedimentació i de les construccions aritificiales, flueix per un dic més elevat que el terreny circumdant. A Henan, hi ha molts embassaments, entre els quals cal destacar els de Danjiangkou (a la frontera amb Hubei), Sanmenxia, Suyahu, Baiguishan, Nanwan i Banqiao. El clima és continental temperat, amb les majors precipitacions a l'estiu. L'interval de temperatures va des dels 0 °C al gener als 27 o 28 °C al juliol. Ciutats destacades en són: Anyang, Luohe, Xuchang, Zhengzhou, Changyuan, Jiyuan, Kaifeng, Luoyang, Nanyang, Yiyang, Zhumadian, Dengfeng, Puyang, Xinyang, Zhoukou, Xinxiang i Xinmi.